# Trachyntis
Trachyntis is een geslacht van vlinders van de familie sikkelmotten (Oecophoridae), uit de onderfamilie Oecophorinae.

## Soorten
- T. argocentra Lower, 1901
- T. coenodes Meyrick, 1889
- T. delophanes Meyrick, 1889
- T. diaphanes (Turner, 1898)
- T. epiphaula Meyrick, 1889
- T. epipona Meyrick, 1902
- T. holarga Turner, 1936
- T. leporina Meyrick, 1914
- T. metrospila Meyrick, 1889
- T. mimica Lower, 1915
- T. tetraspora Lower, 1900
- T. xenopis Meyrick, 1889